# Achatius Mylius
Achatius Mylius (* 30. Januar 1608 in Ostrau bei Halle (Saale); † 24. Dezember 1664 in Alfeld (Leine)) war ein deutscher lutherischer Theologe und Generalsuperintendent der Generaldiözesen Bockenem und Alfeld.

## Leben
Mylius war ein Sohn des Pastors Valentin Mylius (1568–1644) und der Katharina Lohmann, einer Tochter des Braunschweigers Valentin Lohmann. Er erhielt Privatunterricht und besuchte die Schule in Braunschweig. Ab 1628 studierte er Philosophie an der Universität Helmstedt. 1632 wurde er Hofmeister in Braunschweig, kehrte nach zweieinhalb Jahren nach Helmstedt zurück und absolvierte dort das Studium der Theologie. Er wurde 1635 Pastor in Sommersdorf und 1640 in Hevensen. 1643 wurde er auf die erste Pfarrstelle in Bockenem berufen und zugleich Superintendent der Generaldiözese Bockenem. 1647 wurde er erster Pastor und Generalsuperintendent der Generaldiözese Alfeld. 1652 promovierte er an der Universität Helmstedt unter Georg Calixt zum Doktor der Theologie.
Achatius Mylius starb an einem Herzschlag und wurde am 6. Januar in der Kirche in Alfeld begraben. Aus seiner 1638 geschlossenen Ehe mit Hedewig Klingelmann, einer Tochter des Pastors Kasper Klingelmann in Hondeln bei Braunschweig, gingen zwölf Kinder hervor. Von diesen haben drei Söhne und vier Töchter den Vater überlebt.